# Боровий (Верхньокамський район)
Борови́й (рос. Боровой) — селище у складі Верхньокамського району Кіровської області, Росія. Входить до складу Лісного міського поселення.

## Населення
Населення становить 137 осіб (2010-й, 264 у 2002-му, 1783 у 1989-му, 3500 у 1965-му).
Національний склад станом на 2002 рік — росіяни 86 %.

## Історія
Селище було засноване у 1950-х роках як пункт Вятлага спочатку під назвою Пашняк. 1960 року тут було створено Красноріченський ліспромгосп, селище було перейменовано у Боровий і воно увійшло до складу Лісної селищної ради. 1961 року було створено окрему Красноріченську сільраду з центром у селищі. 1963 року Боровий отримав статус селища міського типу, але втратив його 1999 року. У 2000-х роках, через закриття підприємств та колонії, селище почало занепадати, люди виїжджають.